# Сканда-Пурана
Сканда-Пурана — найбільша з махапуран, стародавніх індійських творів, що вважаються священними у індусів. Текст цієї пурани присвячений перш за все житт. Каріткеї (також відомого як Сканда або Муруґан), сина Шиви і Парваті. Крім того, пурана містить багато легенд про самого Шиву та священні місця, що асоціюються з ним. Зокрема, тут згадуються шайвістські традиції регіону Хемкута (біля Віджаянаґари, штат Карнатака), Варанасі та Орісси. Сканда-Пурана існує у вигляді кількох окремих частин і є частково фрагментованою.

## Ресурси Інтернету
- Оригінальний текст санскритом
- Уривки в англійському перекладі